# مارك ماكورميك
مارك ماكورميك (بالإنجليزية: Mark McCormick)‏ هو قاضي وسياسي أمريكي، ولد في 23 أبريل 1933 في دي موين في الولايات المتحدة، عمل بمحكمة ايوا العليا في الفترة ما بين عام 1972 وحتى عام 1986.